# Wapen van Best

Wapen van de gemeente Best

Het wapen van Best  werd op 23 juni 1980 bij koninklijk besluit aan de Noord-Brabantse gemeente Best toegekend.

## Geschiedenis

Onbevestigd wapen van 1821

Best behoorde tot 1819 tot de gemeente Oirschot en had geen eigen wapen. De nieuwe gemeente nam een schild aan met daarop een afbeelding van de heilige Odulphus, die in Best geboren is en de parochieheilige is. Men heeft daarbij echter verzuimd het wapen officieel aan te vragen. Ruim een eeuw later, in 1949, heeft men een eerste poging daartoe gedaan. Deze werd echter door de Hoge Raad van Adel afgewezen. In tegenstelling tot de gemeenteraad, die de gehele heilige afgebeeld wilde zien, wenste de HRvA slechts het symbool van de heilige, een appel, af te beelden als verwijzing. In 1969 deed de gemeente Best opnieuw een poging, met hetzelfde resultaat. Pas bij de derde poging in 1978, honderdenvijftig jaar nadat Best het wapen had aangenomen, ging de HRvA overstag en werd het wapen bevestigd. Sindsdien is het wapen ongewijzigd gebleven.

## Beschrijving
De beschrijving van het wapen van Best luidt:
In keel de H.Odulfus van zilver. Het schild gedekt met een gouden kroon van 3 bladeren en 2 parels..
N.B.:
- De heraldische kleuren zijn keel (rood) en zilver (wit).
- Sint Odulfus draagt in zijn rechterhand een appel en met zijn linkerhand houdt hij een boek vast.